# 渣打國際商業銀行

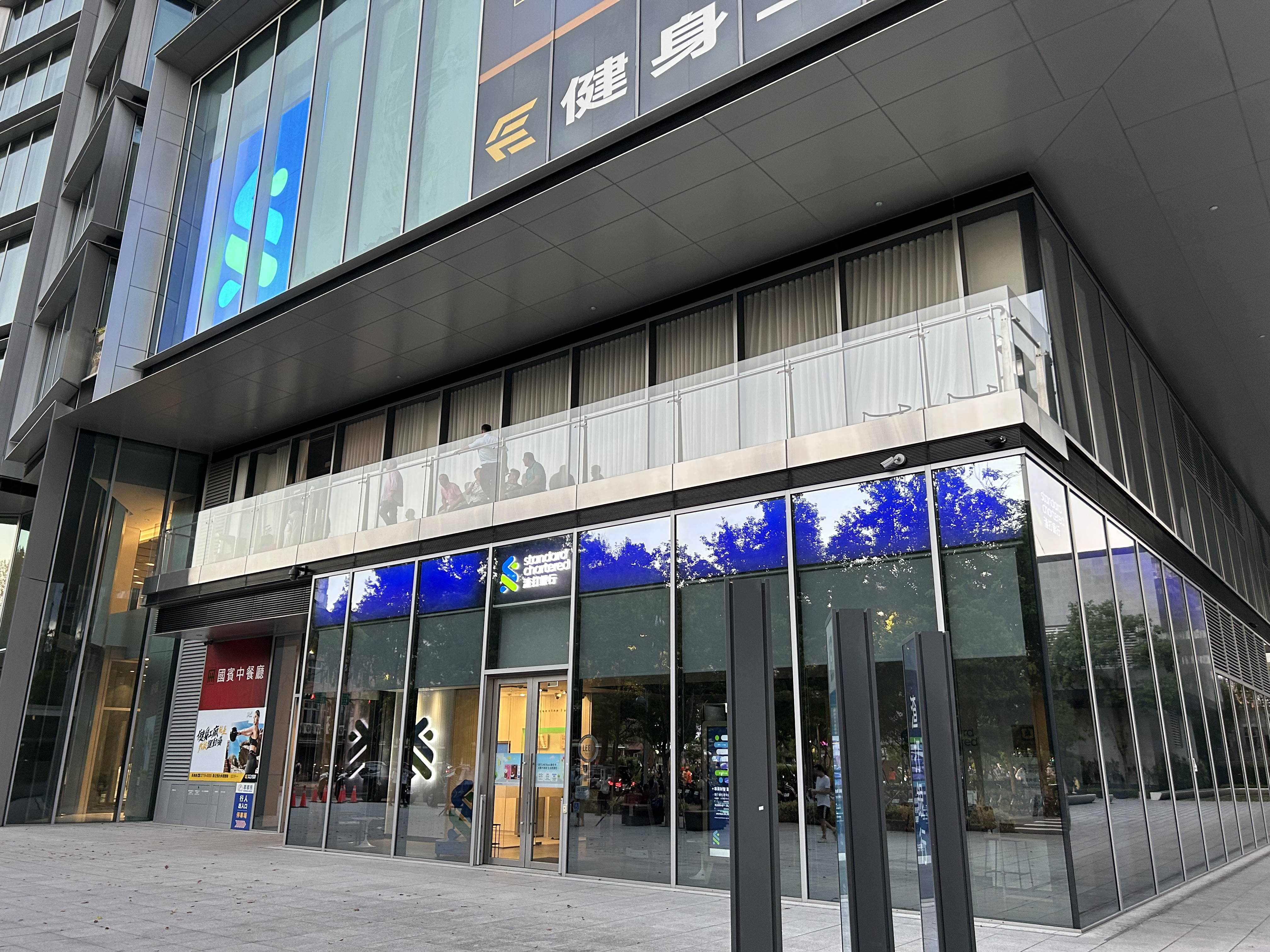
位於台北市中山區的渣打國際商業銀行營業總部

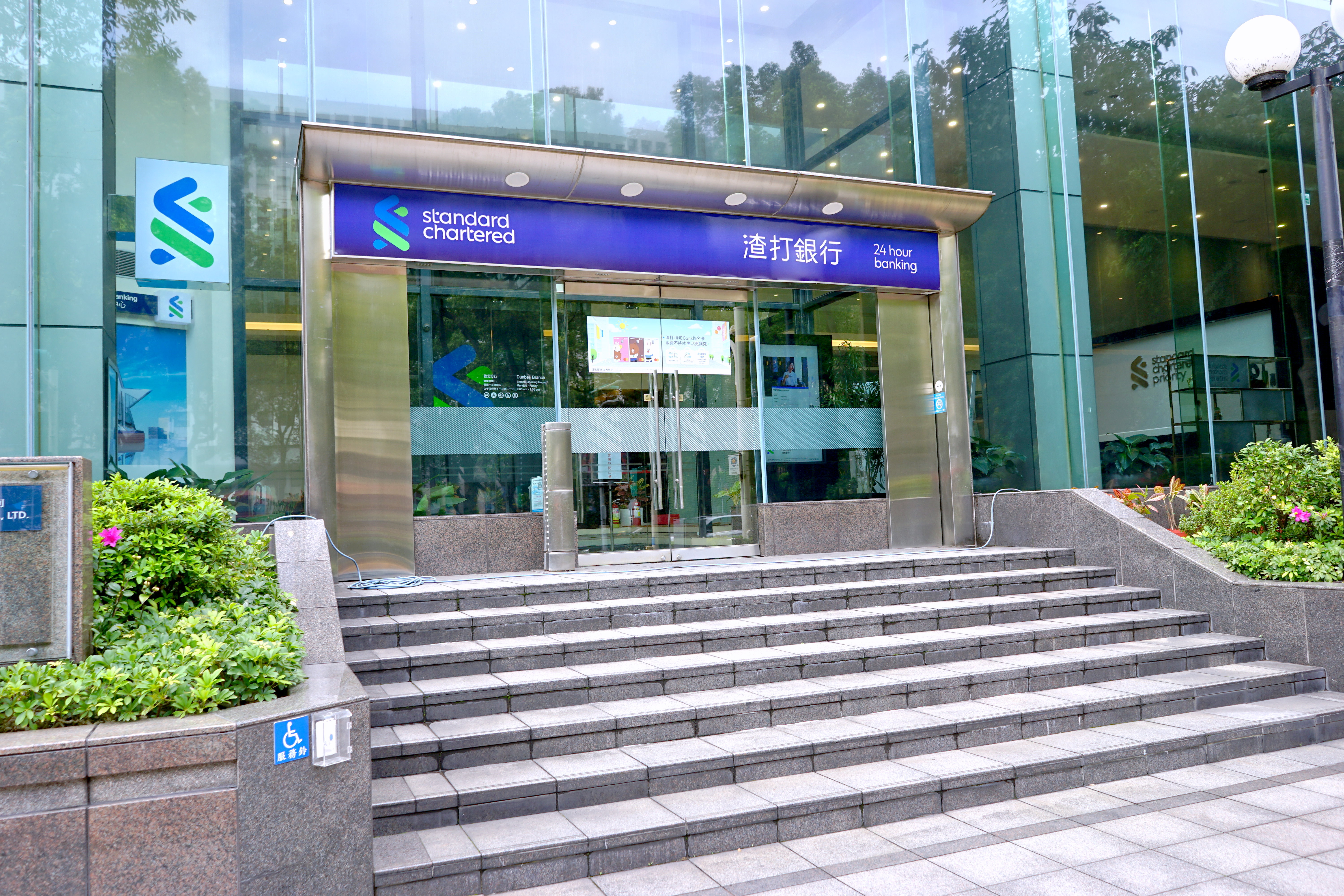
渣打國際商業銀行敦北分行大門

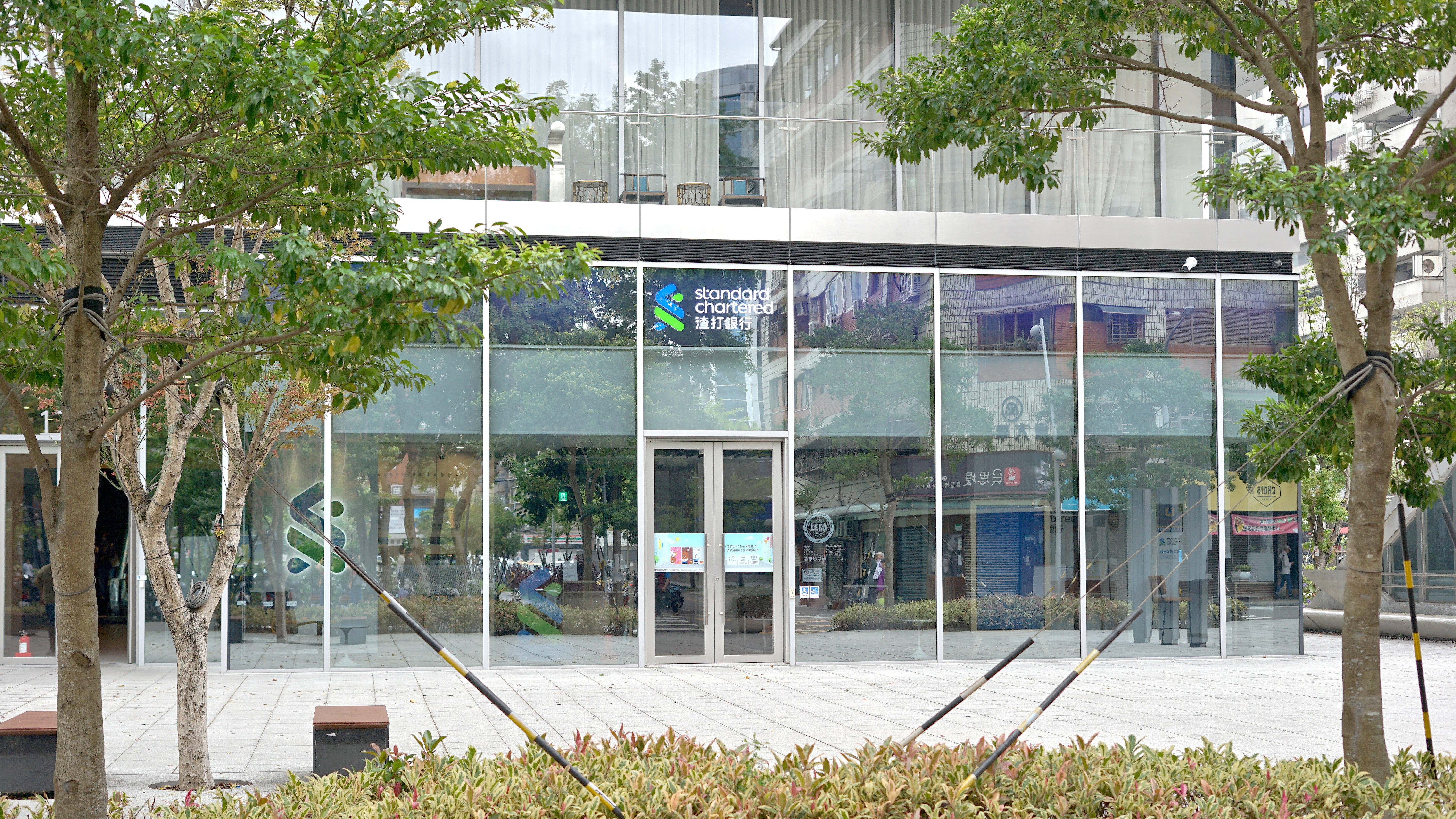
渣打國際商業銀行台北市中山區營業部

渣打國際商業銀行（英語：Standard Chartered Bank (Taiwan) Limited），簡稱渣打銀行（台灣），是英國渣打銀行於台灣設立的全資子公司，總部位於台北市中山區。該行提供零售銀行、企業金融、財富管理與私人銀行等服務。

## 歷史
渣打銀行於1985年進入台灣市場，初期以分行形式運營。2006年，渣打集團收購美國國際集團旗下新竹國際商業銀行，並於同年整併兩者業務，正式成立「渣打國際商業銀行」，原台灣分行并入渣打國際商業銀行，成為當地法人銀行。

## 業務架構
渣打國際商業銀行設有多個營業單位與分行，涵蓋北中南各大城市，總行位於台北市中山區。此外亦設有財富管理中心、數位銀行部門以及企業與機構金融部門。目前在台員工人數近2,500位，並有近七成為女性行員。

## 分行與據點
截至2024年，渣打國際商業銀行在全台設有近40間分行，包含台北市的總行與敦北分行、高雄、台中、新竹、台南等地之營業據點。

## 事件
- 2006年11月：渣打銀行發起公開收購新竹國際商業銀行（Hsinchu International Bank），收購價格為每股新台幣24.5元，交易總值約新台幣392億元（12億美元），佔股超過 51%，成為台灣首度外資主導本土銀行公開收購案[3]。
- 2007年3月27日：經股東大會批准，銀行正式將名稱更改為「渣打國際商業銀行股份有限公司」，新竹國際商業銀行作為存續實體。2007年6月30日至7月2日，原英國渣打在台灣之分行與業務正式併入渣打國際商業銀行，整合完成後，渣打在台分支擴張至 86 家分行[4]。
- 2007年6月30日，英商渣打銀行股份有限公司台北分公司正式併入渣打國際商業銀行，英商渣打銀行台北分公司在臺灣所有資產與營業全部讓與新竹國際商業銀行；新竹國際商業銀行為存續銀行，於2007年7月2日正式更名為渣打國際商業銀行股份有限公司繼續營運，總部仍設於新竹市東區中央路106號（已裁撤）；渣打國際商業銀行在臺灣擁有86家分行。渣打國際商業銀行股份有限公司登記為臺北市中山區遼寧街177號及179號
- 2008年5月，原英商渣打銀行台北分公司之金融機構代碼083停用，全面改為052。
- 2008年8月1日，美國運通銀行在臺北及高雄分行正式併入渣打國際商業銀行，渣打國際商業銀行分行數增為88家。
- 2008年10月7日，渣打國際商業銀行以中央存款保險公司賠付新台幣33.48億元標得亞洲信託投資股份有限公司，在臺灣擁有90家分行。
- 2008年12月27日，渣打國際商業銀行正式概括承受亞洲信託。[5]
- 2010年6月：截至此時，渣打台灣共設有88家分行，存款餘額達5,251億元，貸款餘額3,295億元，該半年稅前盈餘28.21億元。
- 2013年9月：金管會認定渣打國際商業銀行將部分資訊作業委託至馬來西亞境外資訊中心，但未做好監督管理，違反《銀行法》，裁罰新台幣400萬元。渣打後續補強制度與流程[6]。
- 2012年10月：渣打國際商業銀行因信用卡內控疏失、員工擅自調整帳戶授信額度等問題，被金管會依《銀行法》第45條之1裁罰新台幣500萬元，並命解除涉事員工職務。金管會指出該行內部稽核與管理制度未臻完善，應加強強化風險控管[7]。
- 2020年8月：獲《Asian Banking & Finance》頒發「台灣年度最佳零售銀行」及「數位銀行創新獎」兩項大獎，顯示數位轉型成果[8][9][10][11]。
- 2021年12月：渣打整合台灣三處舊辦公室，成立位於中山區的新總部，並借助Leesman報告優化員工工作體驗。
- 2024年5月：渣打國際商業銀行獲《The Asset》頒發「台灣最佳財資管理銀行」獎項，為連續第四年獲獎；同時再次榮膺「最佳ESG交易銀行」，表彰其於企業永續金融領域的創新與貢獻[12]。
- 2024年11月：因門禁系統更新流程缺失，多家分行出現門禁異常，影響正常營運，金管會依《銀行法》第61-1條要求予以糾正[13]。
- 2025年1月：首辦「渣打臺北公益馬拉松」，吸引來自56國、2.5萬人次參賽，以「RUN FOR CHANGE」為主題，強化社會責任與品牌形象[14]。

## 外部連結
- 渣打國際商業銀行官方網站 （页面存档备份，存于）